# Ratolí marsupial de Gilbert
El ratolí marsupial de Gilbert (Sminthopsis gilberti) és un ratolí marsupial recentment descobert, descrit el 1984. Fa 155-180 mm del musell a la cua, dels quals 80-90 mm del musell a l'anus i 75-90 mm de la cua. Les potes posteriors mesuren 18 mm, les orelles 21 mm i l'animal en general pesa 14-25 grams.